# Campello sul Clitunno
Campello sul Clitunno is een gemeente in de Italiaanse provincie Perugia (regio Umbrië) en telt 2415 inwoners (31-12-2004). De oppervlakte bedraagt 49,8 km², de bevolkingsdichtheid is 48 inwoners per km². Bij Campello is de Clitunno Tempietto gelegen, die samen met andere gebouwen behoort tot het UNESCO-werelderfgoed-item Longobarden in Italië. In de frazione Pissignano ligt de Fonti del Clitunno.

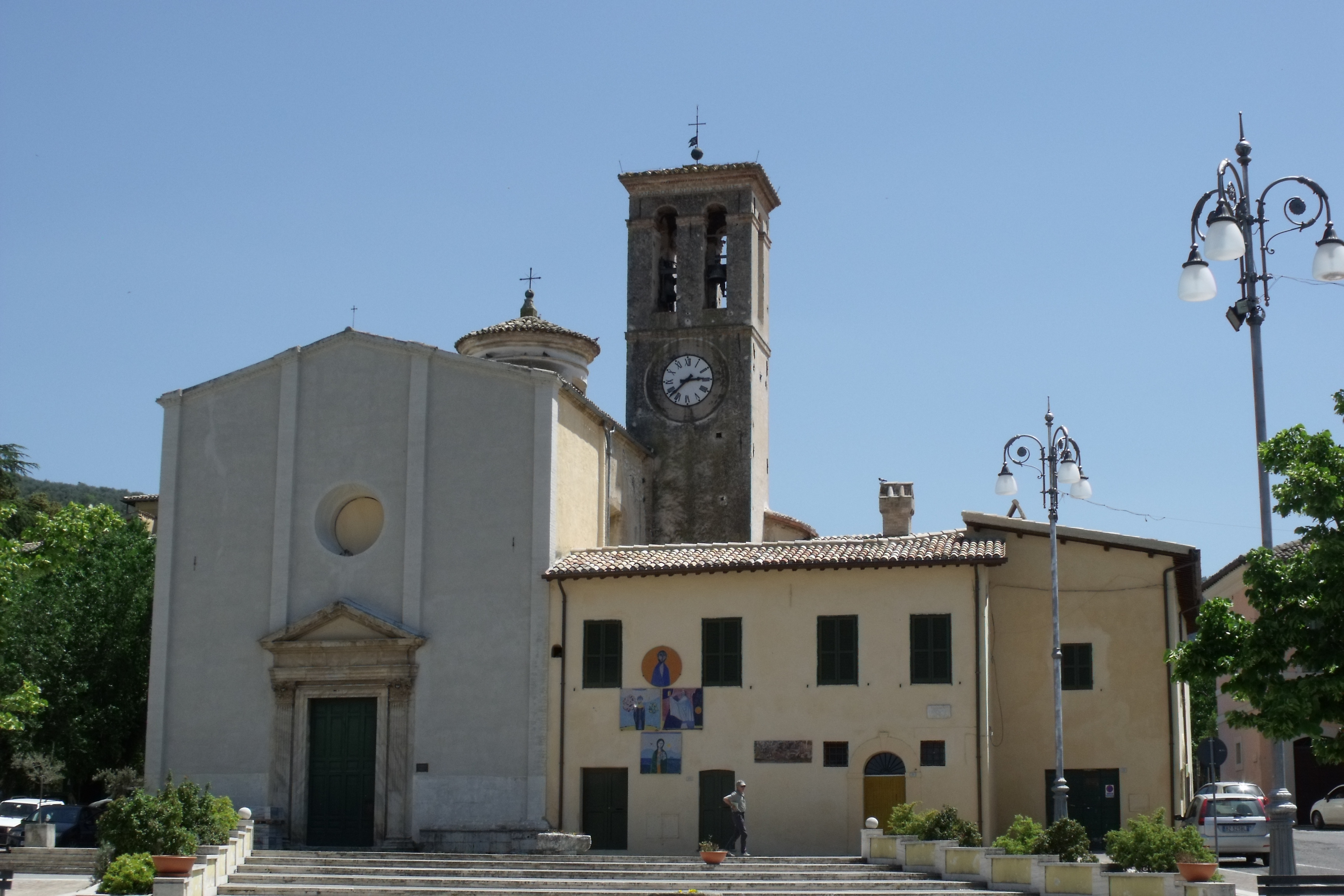
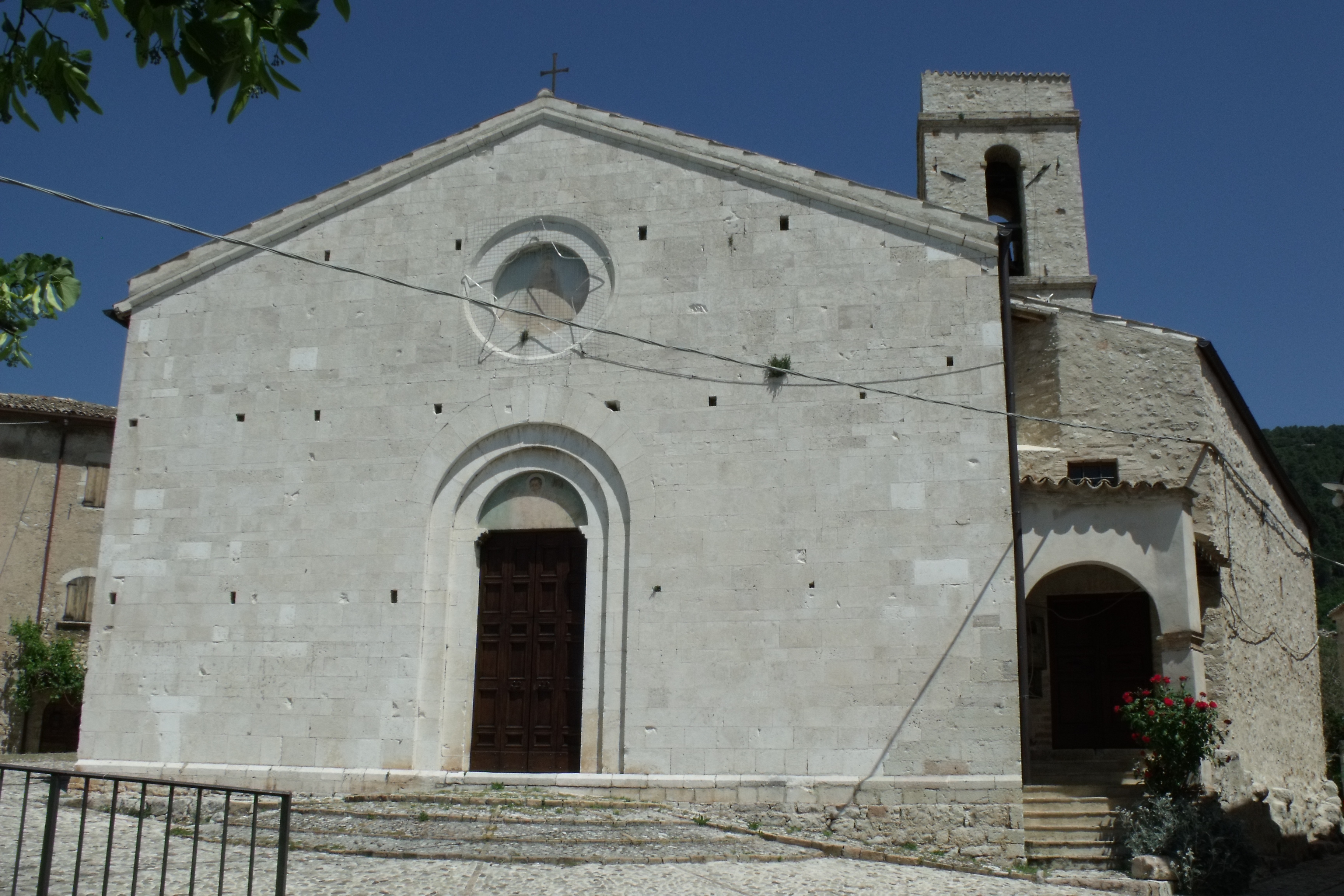
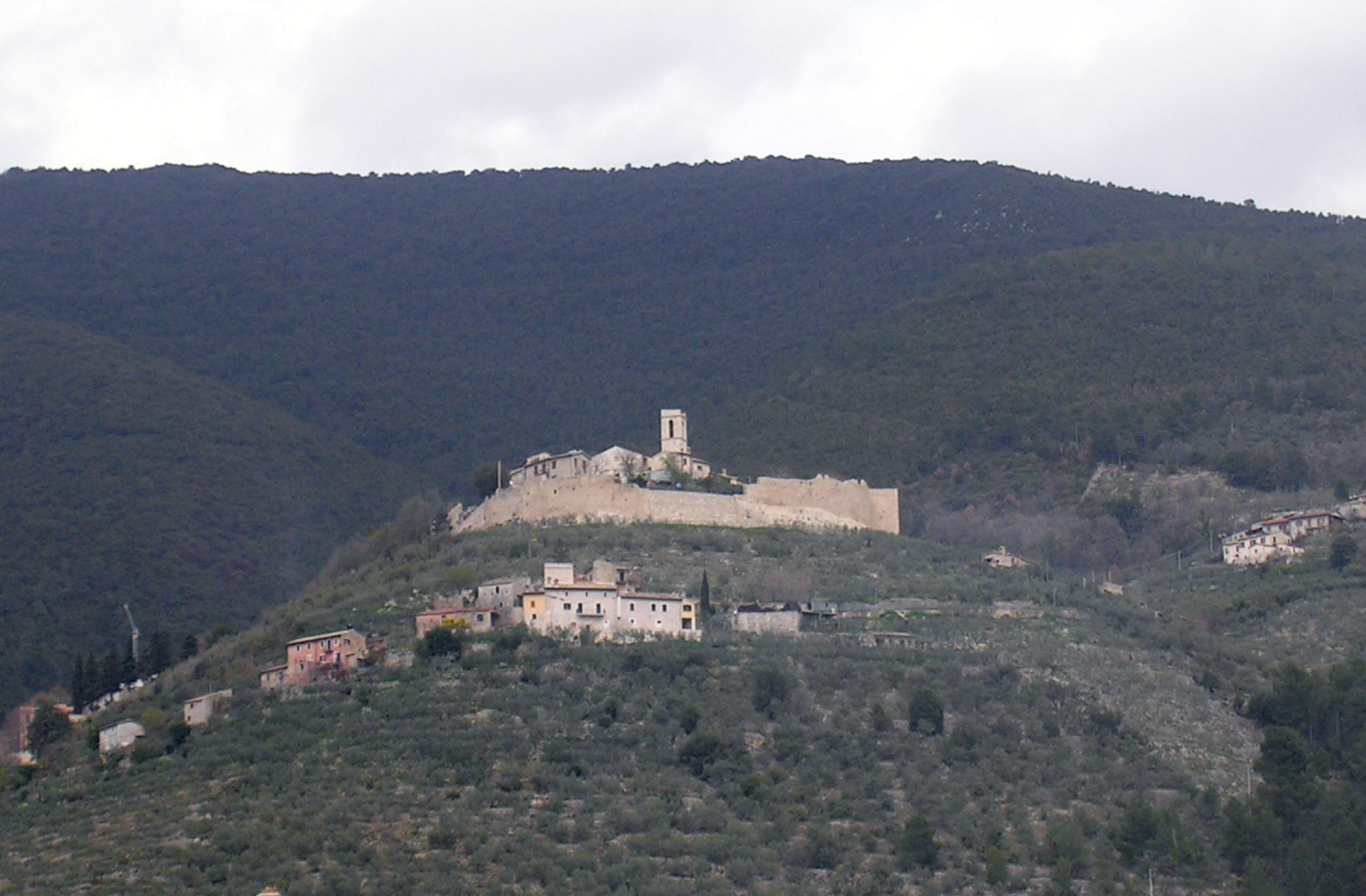
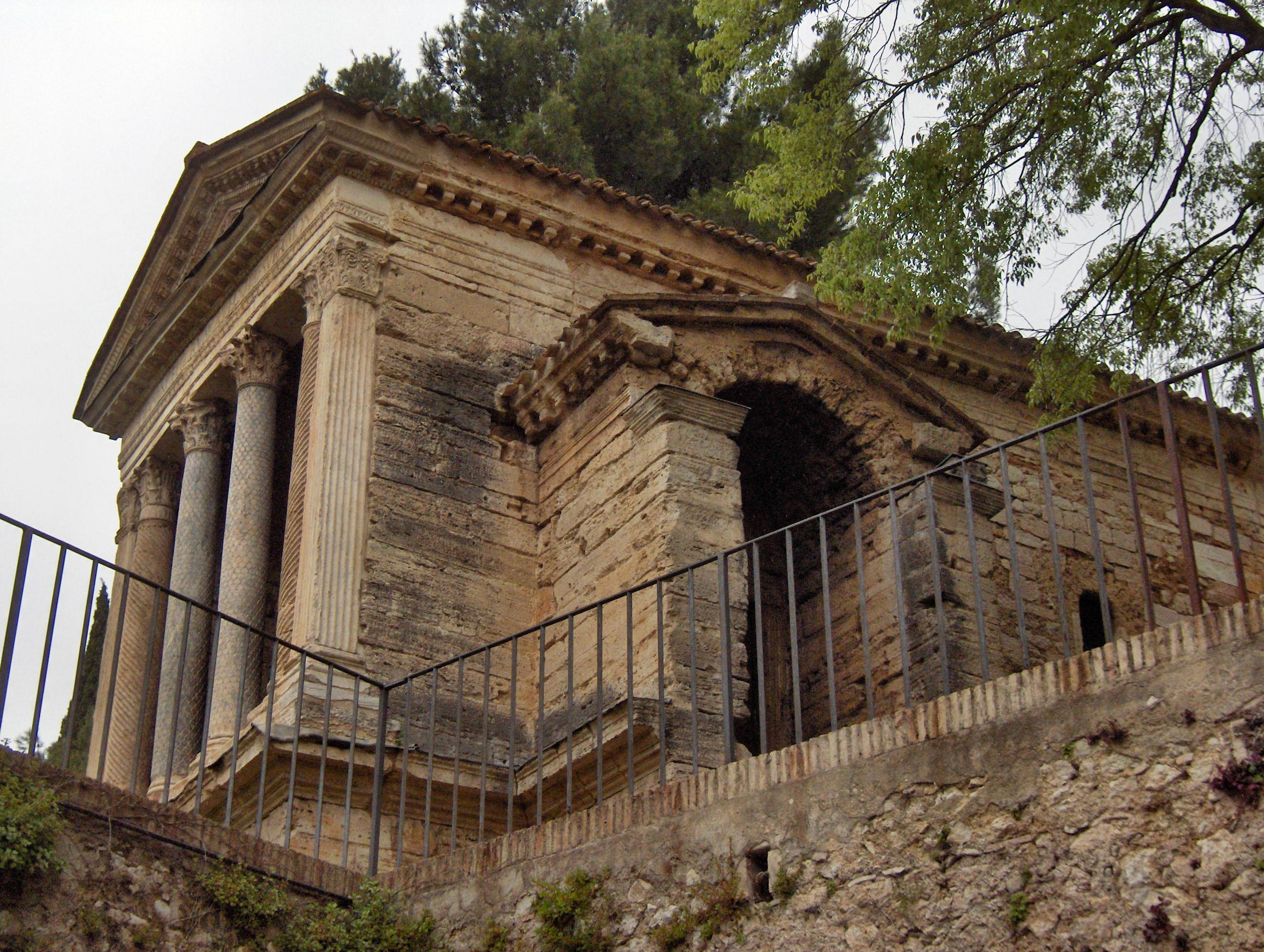

## Demografie
Campello sul Clitunno telt ongeveer 998 huishoudens. Het aantal inwoners steeg in de periode 1991-2001 met 4,1% volgens cijfers uit de tienjaarlijkse volkstellingen van ISTAT.
| Jaar | Inwoneraantal |
| ---- | ------------- |
| 1991 | 2273          |
| 2001 | 2367          |

## Geografie
De gemeente ligt op ongeveer 290 m boven zeeniveau.
Campello sul Clitunno grenst aan de volgende gemeenten: Cerreto di Spoleto, Sellano, Spoleto, Trevi, Vallo di Nera.